# Expedition 32

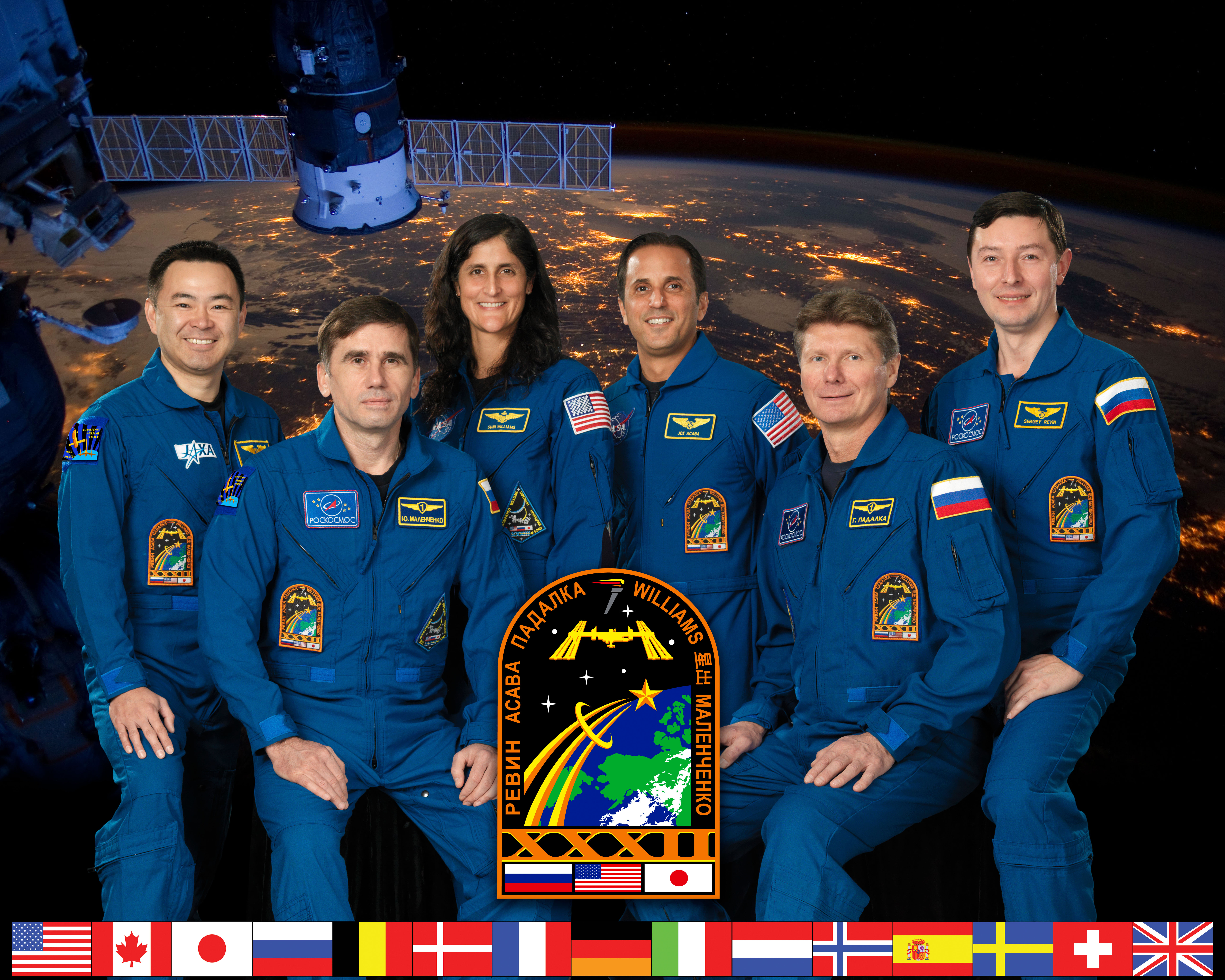
Expedition 32 besättning.

Expedition 32 var den 32:e expeditionen till Internationella rymdstationen (ISS). Expeditionen började den 1 juli 2012 då delar av Expedition 31s besättning återvände till jorden med Sojuz TMA-03M .
Sunita Williams, Jurij Malentjenko och Akihiko Hoshide anlände till stationen med Sojuz TMA-05M den 17 juli 2012.
Expeditionen avslutades den 16 september 2012 då Joseph M. Acaba, Gennadij Padalka och Sergej Revin återvände till jorden med Sojuz TMA-04M.

## Besättning
| Position       | Första delen (1 juli - 17 juli 2012)       | Andra delen (17 juli - 16 september 2012)   |
| -------------- | ------------------------------------------ | ------------------------------------------- |
| Befälhavare    | Gennadij Padalka, RSA Hans fjärde rymdfärd | Gennadij Padalka, RSA Hans fjärde rymdfärd  |
| Flygingenjör 1 | Joseph M. Acaba, NASA Hans andra rymdfärd  | Joseph M. Acaba, NASA Hans andra rymdfärd   |
| Flygingenjör 2 | Sergej Revin, RSA Hans första rymdfärd     | Sergej Revin, RSA Hans första rymdfärd      |
| Flygingenjör 3 |                                            | Sunita Williams, NASA Hennes andra rymdfärd |
| Flygingenjör 4 |                                            | Jurij Malentjenko, RSA Hans femte rymdfärd  |
| Flygingenjör 5 |                                            | Akihiko Hoshide, JAXA Hans andra rymdfärd   |